# Voetbalkampioenschap van Mulde 1923/24
In 1923/24 werd het eerste voetbalkampioenschap van Mulde gespeeld, dat georganiseerd werd door de Midden-Duitse voetbalbond. De voorgaande jaren bestond de competitie ook al als 2. Klasse Mulde als tweede klasse van de Kreisliga Saale.
VfB Preußen Greppin werd kampioen en plaatste zich voor de Midden-Duitse eindronde. De club verloor meteen van Hallescher FC Wacker.
TuSV Piesteritz fuseede met 1. FC Wacker Piesteritz en werd zo VfR Piesteritz. SpVgg Friesen 1908 Bitterfeld veranderde de naam in TV Friesen 1908 Bitterfeld.

## Gauliga
| Plaats | Club                        | Wed. | W | G | V  | Saldo | Ptn.  |
| ------ | --------------------------- | ---- | - | - | -- | ----- | ----- |
| 1.     | VfB Preußen Greppin 1911    | 11   | 9 | 1 | 1  | 34:11 | 19:3  |
| 2.     | FC Viktoria 1907 Wittenberg | 12   | 7 | 2 | 3  | 32:16 | 16:8  |
| 3.     | Holzweißiger SV             | 13   | 6 | 3 | 4  | 28:23 | 15:11 |
| 4.     | BC Union 1911 Sandersdorf   | 11   | 6 | 2 | 3  | 26:18 | 14:8  |
| 5.     | VfL 1911 Bitterfeld         | 11   | 6 | 0 | 5  | 34:18 | 12:10 |
| 6.     | VfR Piesteritz              | 12   | 5 | 1 | 6  | 17:23 | 11:13 |
| 7.     | VfB Zscherndorf             | 10   | 4 | 2 | 4  | 18:29 | 10:10 |
| 8.     | TV Friesen 1908 Bitterfeld  | 10   | 3 | 2 | 5  | 14:28 | 8:12  |
| 9.     | SpVgg 1907 Wittenberg       | 12   | 2 | 2 | 8  | 17:30 | 6:18  |
| 10.    | SpVgg Zschornewitz          | 12   | 1 | 1 | 10 | 12:36 | 3:21  |

|  | Kampioen, geplaatst voor Midden-Duitse eindronde |
|  | Degradatie                                       |